# Malthinus peyerimhoffi
Malthinus peyerimhoffi es una especie de coleóptero de la familia Cantharidae.

## Distribución geográfica
Habita en Marruecos.